# High We Exalt Thee, Realm of the Free
High We Exalt Thee, Realm of the Free ist die Nationalhymne von Sierra Leone. Es muss verfassungsrechtlich eine Nationalhymne geben; welche dieses ist, basiert auf Entscheidung des Parlamentes.

## Geschichte
High We Exalt Thee, Realm of the Free wurde 1954 von Clifford Nelson Fyle, damals 21 Jahre alt, unter dem Titel „Ode to Sierra Leone“ (zu Deutsch etwa Ode an Sierra Leone) getextet. Zunächst hatte Fyle das Lied zu rein privaten Zwecken in sechs Versen verfasst. Erst 1960 gelangte es an die Öffentlichkeit, nachdem es einen Aufruf für einen Text zur von John Joseph Aka in Zusammenarbeit mit Logie Wright wenig zuvor komponierten Melodie gegeben hatte.
High We Exalt Thee, Realm of the Free wurde 1961, in drei Versen, als Nationalhymne angenommen.

## Originaltext (auf Englisch)
High we exalt thee, realm of the free;

Great is the love we have for thee;

Firmly united ever we stand,

Singing thy praise, O native land.

We raise up our hearts and our voices on high,

The hills and the valleys re-echo our cry;

Blessing and peace be ever thine own,

Land that we love, our Sierra Leone.

One with a faith that wisdom inspires,

One with a zeal that never tires;

Ever we seek to honour thy name,

Ours is the labour, thine the fame.

We pray that no harm on thy children may fall,

That blessing and peace may descend on us all;

So may we serve thee ever alone,

Land that we love, our Sierra Leone.

Knowledge and truth our forefathers spread,

Mighty the nations whom they led;

Mighty they made thee, so too may we

Show forth the good that is ever in thee.

We pledge our devotion, our strength and our might,

Thy cause to defend and to stand for thy right;

All that we have be ever thine own,

Land that we love, our Sierra Leone.

## Freie deutsche Übersetzung
Hoch wir preisen Dich, Land der Freien;

Groß ist die Liebe, die wir für Dich haben;

Fest vereinigt stehen wir für immer,

Singen Dein Lob, oh Vaterland.

Wir erheben unsere Herzen und Stimmen in die Höhe,

Die Berge und Täler wiederschallen unseren Ruf;

Segen und Frieden sei immer Dein eigenes,

Land das wir lieben, unser Sierra Leone.

Eins mit einem Glauben, der Weisheit inspiriert,

Eins mit einem Eifer, der niemals müde wird;

Immer versuchen wir Deinen Namen zu ehren,

Unseres ist die Arbeit, Deines ist der Ruhm.

Wir beten, dass kein Schaden auf Deine Kinder fallen möge,

Das Segen und Friede auf und alle herabfallen möge;

So können wir Dir dienen, niemals allein,

Land das wir lieben, unser Sierra Leone.

Wissen und Wahrheit unserer Vorfahren zu verbreiten,

Mächtig die Nationen die sie führten;

Mächtig haben sie Dich gemacht, so können wir es auch

Zeige das Gute, das immer in Dir ist.

Wir verpflichten uns unseren Einsatz, unsere Kraft und unsere Macht,

Deine Sache zu verteidigen und für Dein Recht einzustehen;

Alles was wir haben, sei immer Dein eigenes,

Land das wir lieben, unser Sierra Leone.